# پری‌ماهی کلاه‌سیاه
پری ماهی کلاه سیاه (نام علمی: Gramma melacara) نام یک گونه از تیره پری‌ماهیان است.